# Colbie Caillat
Colbie Marie Caillat (phát âm /ˈkoʊlbi kəˈleɪ/ ⓘ; sinh ngày 28 tháng 5 năm 1985) là một nữ ca sĩ kiêm nhạc sĩ nhạc pop và nghệ sĩ chơi đàn guitar mộc người Mỹ, xuất thân từ Malibu, California. Cô nổi tiếng với chất giọng trầm, ấm áp và chất nhạc nhẹ nhàng, mộc mạc.
Caillat phát hành album đầu tiên Coco năm 2007, bao gồm các ca khúc ăn khách như "Bubbly", "Realize" và "The Little Things". Năm 2010, ca khúc "Lucky" mà cô thu âm cùng Jason Mraz giành được Giải Grammy cho Hợp tác giọng pop xuất sắc nhất. Năm 2009, cô tiếp tục cho ra mắt album thứ 2 Breakthrough và nhận được đề cử cho hạng mục Album giọng pop của năm, cũng như thắng giải Album của năm cùng Fearless của Taylor Swift - khi cô cũng góp mặt trong phần hát nền và sáng tác của album này tại mùa giải Grammy lần thứ 52. Album phòng thu thứ ba của cô, All of You, và album giáng sinh đầu tay của cô mang tên Christmas in the Sand lần lượt được phát hành trong hai năm 2011 và 2012.
Colbie đến nay đã bán được hơn 6 triệu album và hơn 10 triệu đĩa đơn trên toàn thế giới. Năm 2009, cô được tạp chí âm nhạc Billboard của Hoa Kỳ xếp hạng thứ 94 trong danh sách các nghệ sĩ có album bán chạy nhất thập niên 2000.

## Cuộc sống và sự nghiệp

### Tuổi thơ và những bước mở đầu

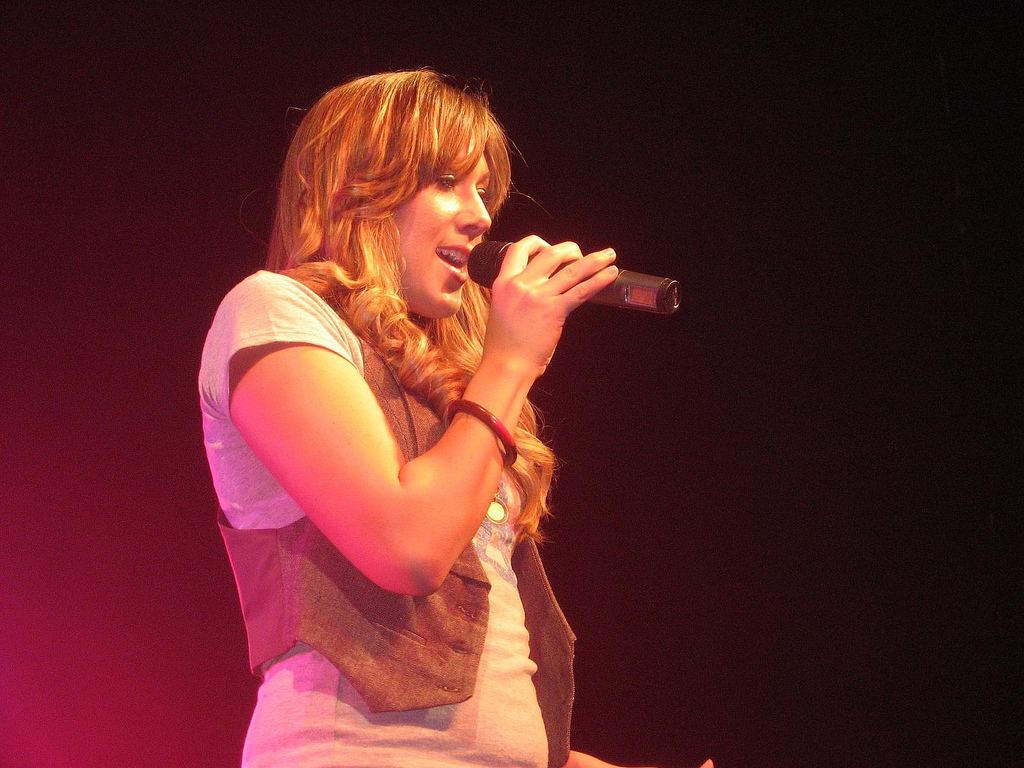
Caillat biểu diễn tại Birmingham, Alabama vào tháng 11 năm 2007

Caillat được sinh ra tại Malibu, California nhưng lớn lên tại Newbury Park, California. Cha cô, Ken Caillat vốn là nhà đồng sản xuất các album Rumours (1977) và Tusk (1979) của Fleetwood Mac. Khi còn nhỏ, cha mẹ đặt cho cô tên hiệu Coco và đây cũng là tựa đề album đầu tay của cô. Caillat học piano từ khi còn nhỏ nhưng không thực sự tìm được cảm hứng cho tới năm 11 tuổi sau khi nghe ca khúc "Killing Me Softly" của Lauryn Hill trong chương trình Sister Act 2. Từ đó cô muốn trở thành 1 ca sĩ và bắt đầu học thanh nhạc, màn biểu diễn đầu tiên của cô diễn ra lúc học lớp 6.
Cô từng tham gia thử giọng hai lần cho chương trình Thần tượng âm nhạc Mỹ, với một lần trong số đó, cô đã trình diễn bài hát "Bubbly" của mình, nhưng đều thất bại. Khi có trong tay khá nhiều ca khúc tự sáng tác, Caillat đăng tải một vài bài lên tài khoản MySpace của mình. Cô hồi tưởng lại: "Trong vài tháng đầu, chẳng có ai chú ý đến tôi, cho đến khi tôi viết ca khúc 'Bubbly' và đăng nó lên. Quả thực 'Bubbly' gây được một hiệu ứng mạnh mẽ. Có tận hàng nghìn lượt người nghe mỗi ngày". Chính điều này đã giúp cô trở thành nghệ sĩ nổi danh trên trang mạng MySpace trong nhiều tháng liên tiếp. Các hãng thu âm sau đó bắt đầu để mắt tới cô và sau cùng cô quyết định ký hợp đồng với hãng Universal Republic, khi họ đồng ý để cô tự do sáng tạo.

### 2007–2008:Coco

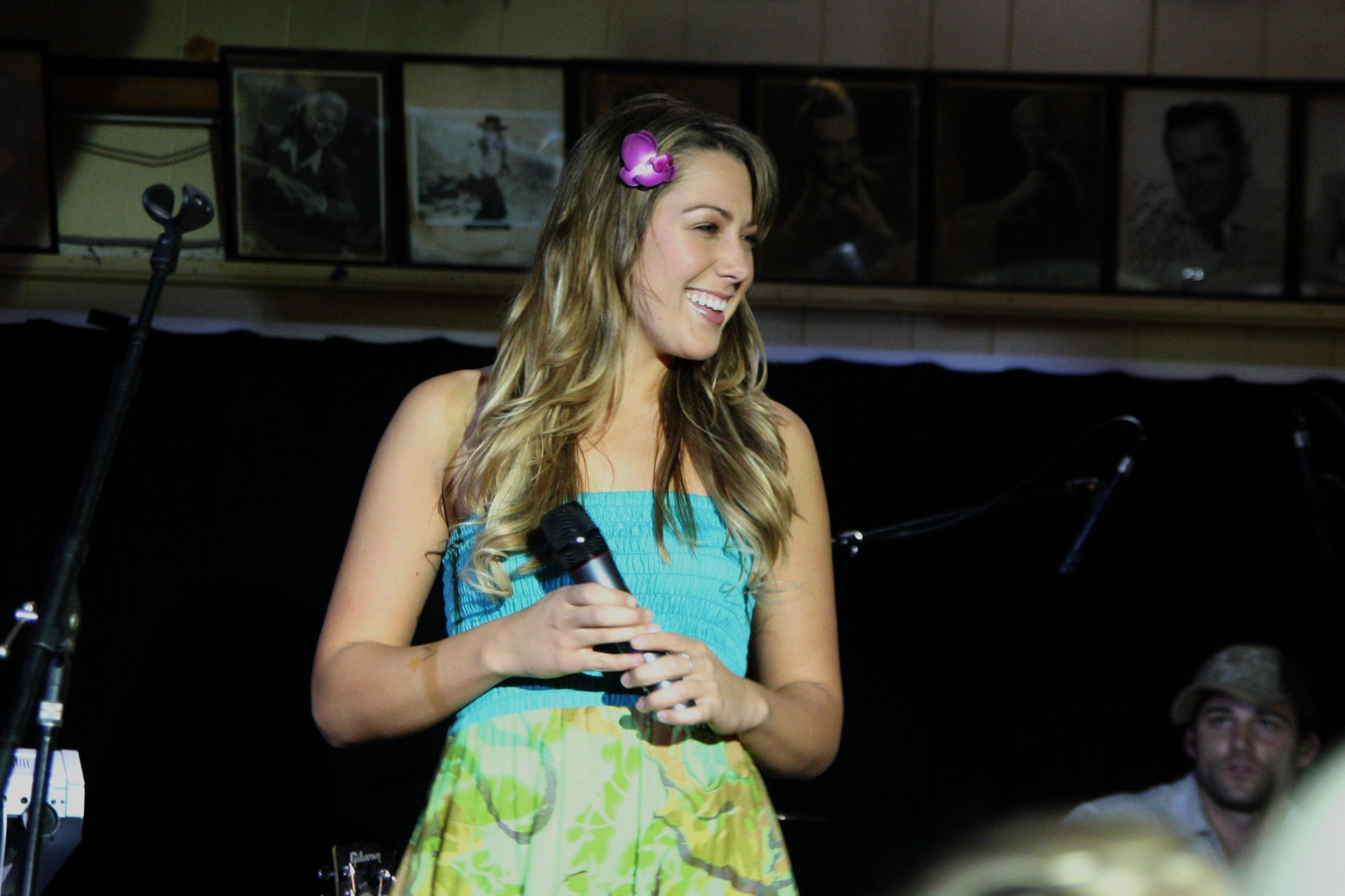
Caillat trình diễn tại The Malibu Inn trong Coco Summer Tour

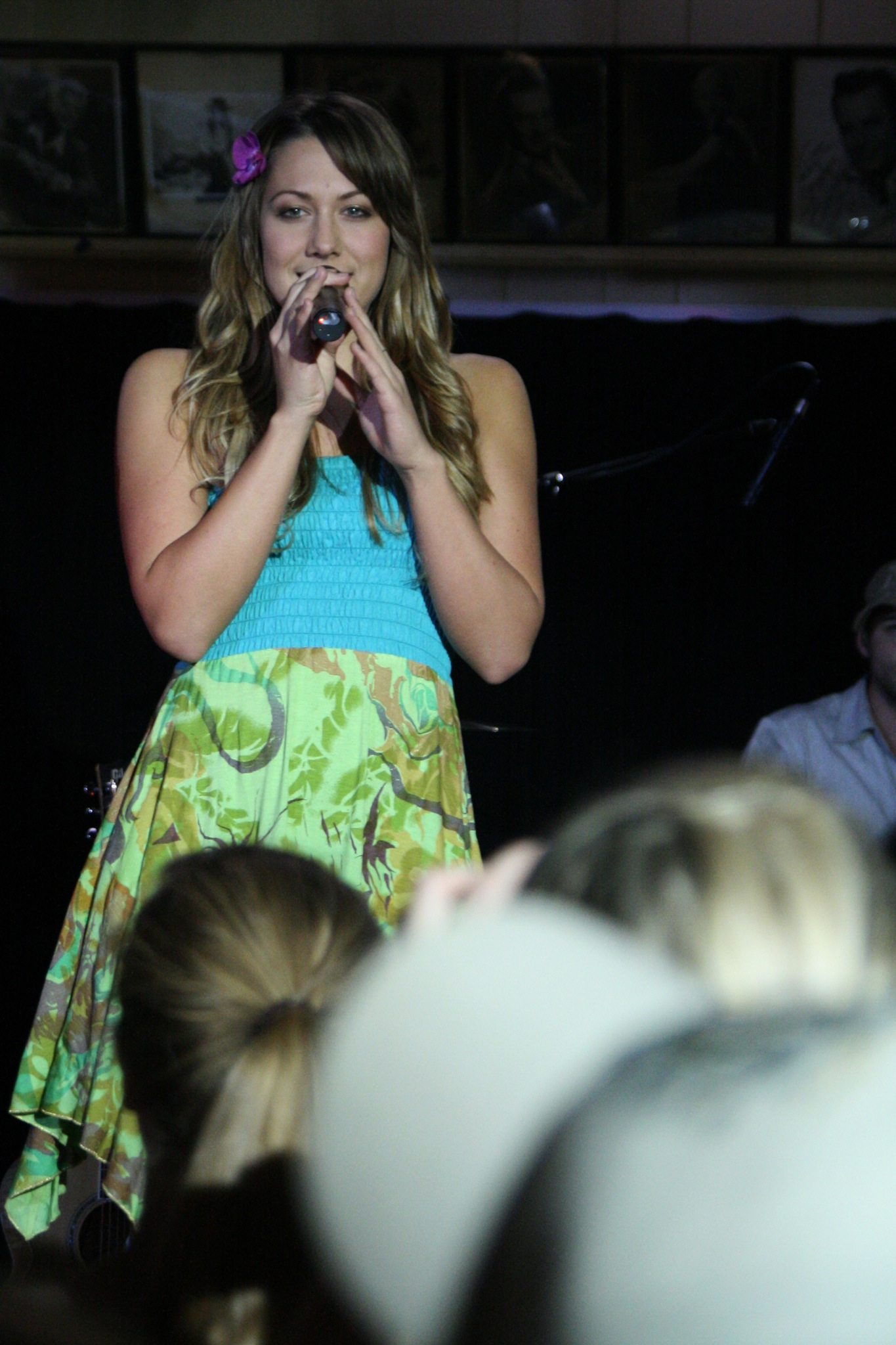
Caillat trình diễn tại The Malibu Inn, vào tháng 10 năm 2007

Album đầu tiên của cô, Coco được phát hành vào năm 2007. Đĩa đơn đầu tiên - "Bubbly" chiếm được vị trí số 5 trên bảng xếp hạng Billboard Hot 100 và vị trí Á quân trên Pop 100. Hai đĩa đơn kế tiếp cũng lọt vào Hot 100 là "Realize" (20, Hot 100) và "The Little Things" (94, Pop 100)..
Năm 2008, Caillat có thu âm một bản song ca cùng Jason Mraz mang tên "Lucky", xuất hiện trong album We Sing. We Dance. We Steal Things. của Jason. Vào tháng 8 năm 2008, Caillat phát hành một bài hát và video cho Thế vận hội Mùa hè 2008 mang tên "Somethin' Special". Cô góp giọng trong bài hát "You" của ban nhạc Schiller và có xuất hiện trong video ca nhạc của họ. Cô cũng tham gia trong phần nhạc phim của Imagine That khi cô thể hiện lại bài hát "Here Comes the Sun" của nhóm nhạc huyền thoại The Beatles. Cô còn góp mặt trong album La vida... es un ratico (en vivo) của ca sĩ người Colombia Juanes trong bài hát "Hoy Me Voy". Vào tháng 10 năm 2008, bài hát của cô mang tên "Midnight Bottle" được xuất hiện trong phần nhạc phim do Brazil sản xuất: Três Irmãs (Three Sisters). Caillat sau đó có tham gia hát nền và đồng sáng tác cho bài hát "Breathe" và cho toàn thể album Fearless của Taylor Swift.

### 2009–2010:Breakthrough

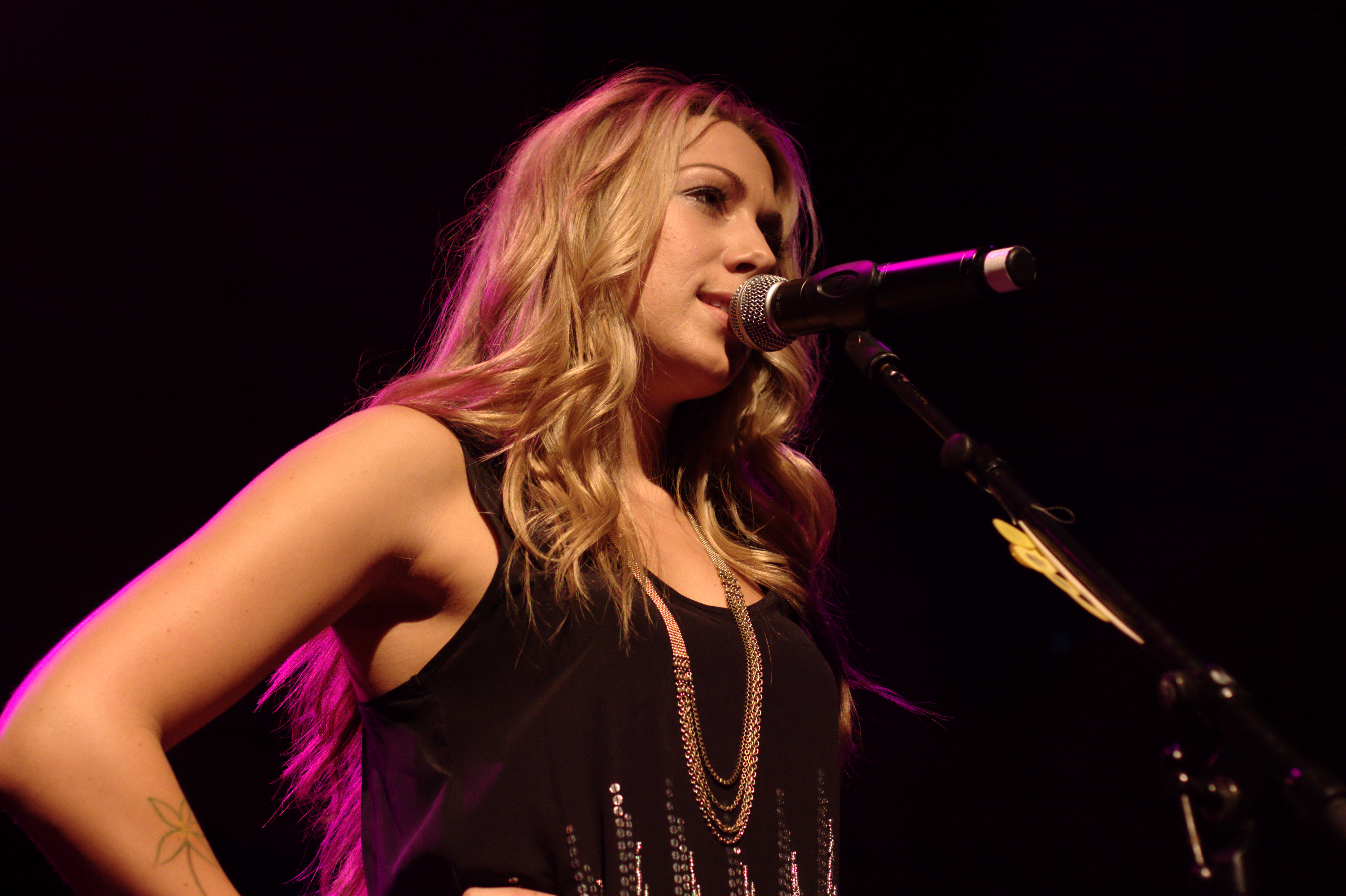
Caillat biểu diễn tại Breakthrough World Tour

Album phòng thu thứ hai của cô, Breakthrough được phát hành vào ngày 25 tháng 8 năm 2009. Hầu hết các ca khúc trong album đều được cô đồng sáng tác cùng nhạc sĩ Jason Reeves, cùng với cây guitar David Becker trong hai bài hát nhỏ và nhiều bạn bè của cô trong một chuyến đi nghỉ tại Hawaii trong ba tuần. Đĩa đơn đầu tiên - "Fallin' for You" được ra mắt vào tháng 6 cùng với đĩa đơn thứ 2, "I Never Told You" được ra mắt vào tháng 2 năm 2010. Caillat cũng phát hành 2 ca khúc nhạc giáng sinh vào dịp giáng sinh năm 2009, bao gồm "Have Yourself a Merry Little Christmas và "Merry Christmas, Baby"..
Colbie được công nhận là nhạc sĩ của năm 2010 bởi BMI. Vào tháng 7 năm 2010, cô trình diễn bài hát kinh điển "God Bless America" tại Giải Bóng chày Major League Baseball All-Star Game năm 2010. Vào tháng 9 năm 2010, Caillat tiếp tục trình diễn Quốc ca tại National Football League tại New Orleans và Monday Night Football tại Chicago. Tháng 12 năm 2010, Caillat được chọn để biểu diễn tại Đêm nhạc Giải Nobel Hòa bình tại Oslo, Na Uy. Năm 2010, Caillat đến thăm và ủng hộ một tổ chức bảo vệ động vật tại Watkins Glen, New York.

### 2011–12:All of YouvàChristmas in the Sand
Album phòng thu thứ ba của cô, All of You được phát hành vào ngày 12 tháng 7 năm 2011. Trước đó, đĩa đơn đầu tiên mang tên "I Do" được phát hành hồi tháng 2. Colbie cho biết hầu hết các ca khúc trong album mới của mình cô viết về mối quan hệ của mình và bạn trai Justin Young. "Anh ấy ở trong ban nhạc của tôi hai năm trước khi chúng tôi nhận thấy rằng chúng tôi có tình cảm với nhau", cô nói. "Tôi viết hầu hết các ca khúc trong album này về cả hai và những thăng trầm mà chúng tôi đã trải qua. Tất cả các bài hát đều là về những trải nghiệm trong cuộc sống". Hai đĩa đơn còn lại được trích từ album là "Brighter Than The Sun" và "Favorite Song" cũng được phát hành lần lượt vào tháng 6 năm 2011 và tháng 5 năm 2012..
Caillat trình diễn phiên bản mộc của Quốc ca Hoa Kỳ trước trận đấu của San Diego Chargers và Minnesota Vikings tại Sân vận động Qualcomm tại San Diego vào ngày 11 tháng 9 năm 2011, khi cùng họ cùng nhau tưởng niệm về ngày 11 tháng 9. Caillat trình diễn bài hát "Brighter Than the Sun" trong loạt phim của Disney Channel, So Random!. Cô cũng xuất hiện trong tập phim thứ ba của loạt phim truyền hình đã bị đài CBS ngừng sản xuất mang tên The Playboy Club trong vai Lesley Gore, một nữ ca sĩ có thật sống vào những năm 1960. Trong tập phim được trình chiếu vào ngày 3 tháng 10 năm 2011 đó, Caillat thể hiện lại bài hát ăn khách vào năm 1963 của Gore mang tên "It's My Party" Cô đã tham gia thử vai cho phim này vào thời điểm tháng 8 năm 2011, và cô phải thực hiện tập phim này tại Chicago.
Ngày 23 tháng 10 năm 2012, Colbie phát hành album giáng sinh mang tên Christmas in the Sand, bao gồm các bài hát hợp tác cùng Brad Paisley, Gavin DeGraw, Justin Young và Jason Reeves. Đĩa đơn cùng tên cũng được chọn phát hành vào ngày 15 tháng 10. Lúc đó cô bắt tay thực hiện cho album phòng thu thứ tư của mình ngay sau Christmas in the Sand. Cho đến giữa năm 2012, nhãn đĩa Universal Republic Records mà cô đang ký hợp đồng chuyển sang hãng đĩa mới mang tên Republic Records, đánh dấu Christmas là album phòng thu cuối cùng của cô với hãng đĩa này..

### 2013-2015:Gypsy Heart

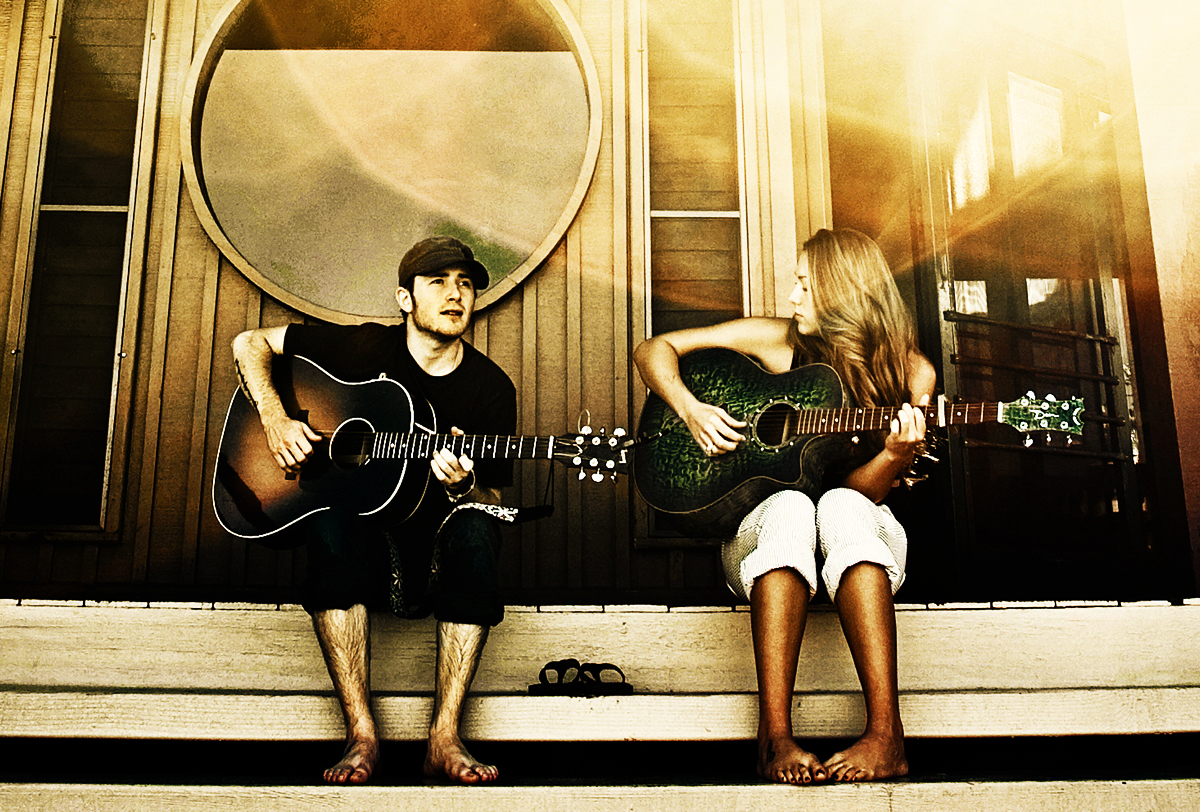
Caillat và người cộng sự lâu năm Jason Reeves

Caillat và Gavin Degraw viết bài hát "We Both Know" cùng nhau cho phần nhạc phim của Safe Haven được phát hành năm 2013.
Caillat tiếp tục được biểu diễn Quốc ca Hoa Kỳ tại trận đấu thứ ba của World Series 2013 giữa đội Boston Red Sox và St. Louis Cardinals vào ngày 26 tháng 10 năm 2013. Vào ngày 6 tháng 11 năm 2013 cô đăng tải trên Instagram hình ảnh đồ họa cho bài hát "Hold On", mà sau đó được phát hành dưới dạng đĩa đơn đầu tiên trích từ album mới của cô vào ngày 19 tháng 11. Ngày 9 tháng 6 năm 2014, cô phát hành đĩa mở rộng thứ hai mang tên Gypsy Heart (Side A), bao gồm 5 bài hát hoàn toàn mới. Đĩa đơn "Try" được phát hành vào ngày 9 tháng 7 năm 2014, trở thành đĩa đơn nằm trong top 60 Hot 100 đầu tiên của cô kể từ "Brighter Than the Sun".
Cô đồng sáng tác bài hát "Chasing the Sun" cùng với Jason Reeves dành cho Hilary Duff. Đây là bài hát được phát hành dưới dạng đĩa đơn đầu tiên trích từ album phòng thu thứ năm của Duff. Cô còn đảm nhận thêm bài hát "The Way I Was", có nằm trong album nhạc phim tổng hợp sắp được phát hành của loạt phim truyền hình Walking Dead mang tên "Walking Dead: Songs of Survival Volume 2". Ngày 18 tháng 8 năm 2014, cô chính thức thông báo trên tài khoản Facebook về album phòng thu thứ 5 mang tên "Gypsy Heart" được phát hành vào ngày 30 tháng 9 và được mở đợt đặt mua trước album này vào ngày 2 tháng 9. 3 bài hát mới trong album lần này mang tên "Floodgates", "Never Getting Over You" và "Land Called Far Away" đã được hãng Universal Republic xác nhận vào đầu năm 2014.

### 2016:The Malibu Sessions
Mùa thu năm 2016, Caillat thực hiện một chuyến lưu diễn acoustic cho album mới của cô, The Malibu Sessions. Ngày 22 tháng 7 năm 2016, đĩa đơn đầu tiên của album, "Goldmine", được phát hành.

### 2018–2020: Gone West
Trong năm 2018, Caillat đã thành lập ban nhạc Gone West cùng với hôn phu Justin Young, cộng tác viên lâu năm Jason Reeves và vợ của anh ta là Nelly Joy. Nhóm ra mắt lần đầu tại Grand Ole Opry vào ngày 26 tháng 10 năm 2018. Gone West đã ký hợp đồng với hãng Grayscale Entertainment.
Ngày 12 tháng 8 năm 2020, cô thông báo trên Instagram rằng ban nhạc đã tan rã.
Tháng 9 năm 2020, Caillat xuất hiện trên loạt phim Become của Disney+.

### 2021–nay: Trở lại sự nghiệp solo &Along the Way
Năm 2021, Caillat tái thu âm giọng hát của mình cho ca khúc hợp tác với Taylor Swift năm 2008, "Breathe," từ album Fearless. Bản ghi âm này được phát hành vào ngày 9 tháng 4 năm 2021. Sau khi phát hành, "Breathe" đã xuất hiện trên một số bảng xếp hạng Billboard.
Ngày 28 tháng 7 năm 2021, Caillat ký hợp đồng với Creative Artists Agency. Tháng 9 năm 2021, Caillat phát hành bản cover ca khúc "White Christmas", hợp tác cùng ca sĩ nhạc đồng quê Brett Young. Bản song ca xuất hiện trong album của Young, Brett Young & Friends Sing the Christmas Classics. Tháng 12 năm đó, Caillat xuất hiện trên CMT Crossroads Christmas để biểu diễn song ca với Young.
Đầu năm 2022, Caillat bắt đầu chuyến lưu diễn kỷ niệm 15 năm Coco Live. Chuyến lưu diễn kéo dài suốt mùa hè và sang tới mùa thu. Ngày 21 tháng 10 năm 2022, Caillat phát hành "Iris", bản cover hit năm 1998 của Goo Goo Dolls đã được giới thiệu trong một quảng cáo cho Kroger.
Theo trang web chính thức của cô, Caillat đã cho thu âm một album mới ở Nashville. Đĩa đơn mới "Worth It" của cô đã được phát hành ngày 21 tháng 4 năm 2023. Cô công bố album mới Along the Way, dự kiến ra mắt ngày 6 tháng 10, sau khi phát hành đĩa đơn thứ hai của dự án mang tên "Pretend". Along the Way là album nhạc đồng quê solo đầu tiên của cô. Cô phát hành đĩa đơn thứ ba của album "Wide Open" vào tháng 7 năm 2023.

## Đời tư
Caillat có quan hệ tình cảm với ca sĩ Justin Young từ năm 2009 đến năm 2020. Hai người đính hôn vào tháng 5 năm 2015. Cặp đôi thông báo họ đã kết thúc đính hôn vào tháng 4 năm 2020.
Năm 2010, Caillat chụp ảnh khỏa thân cho số tháng 5 của tạp chí Allure - cùng với Emmanuelle Chriqui, Regina Hall, Kara DioGuardi, và Jessica Capshaw.
Caillat ủng hộ cho nhiều tổ chức từ thiện khác nhau - bao gồm Farm Sanctuary, United Service Organization, Wish Upon A Hero, MusiCares, Earth's Call Fund, Humane Society of United States, và WE Charity.

## Danh sách đĩa nhạc
- Coco (2007)
- Breakthrough (2009)
- All of You (2011)[49]
- Christmas in the Sand (2012)
- Gypsy Heart (2014)
- The Malibu Sessions (2016)

## Các chuyến lưu diễn
- Coco Summer Tour (2007)
- Coco World Tour (2008)
- Breakthrough World Tour (2009–10)
- All of You Summer Tour (2011–12)
- Gypsy Heart Tour (2014)

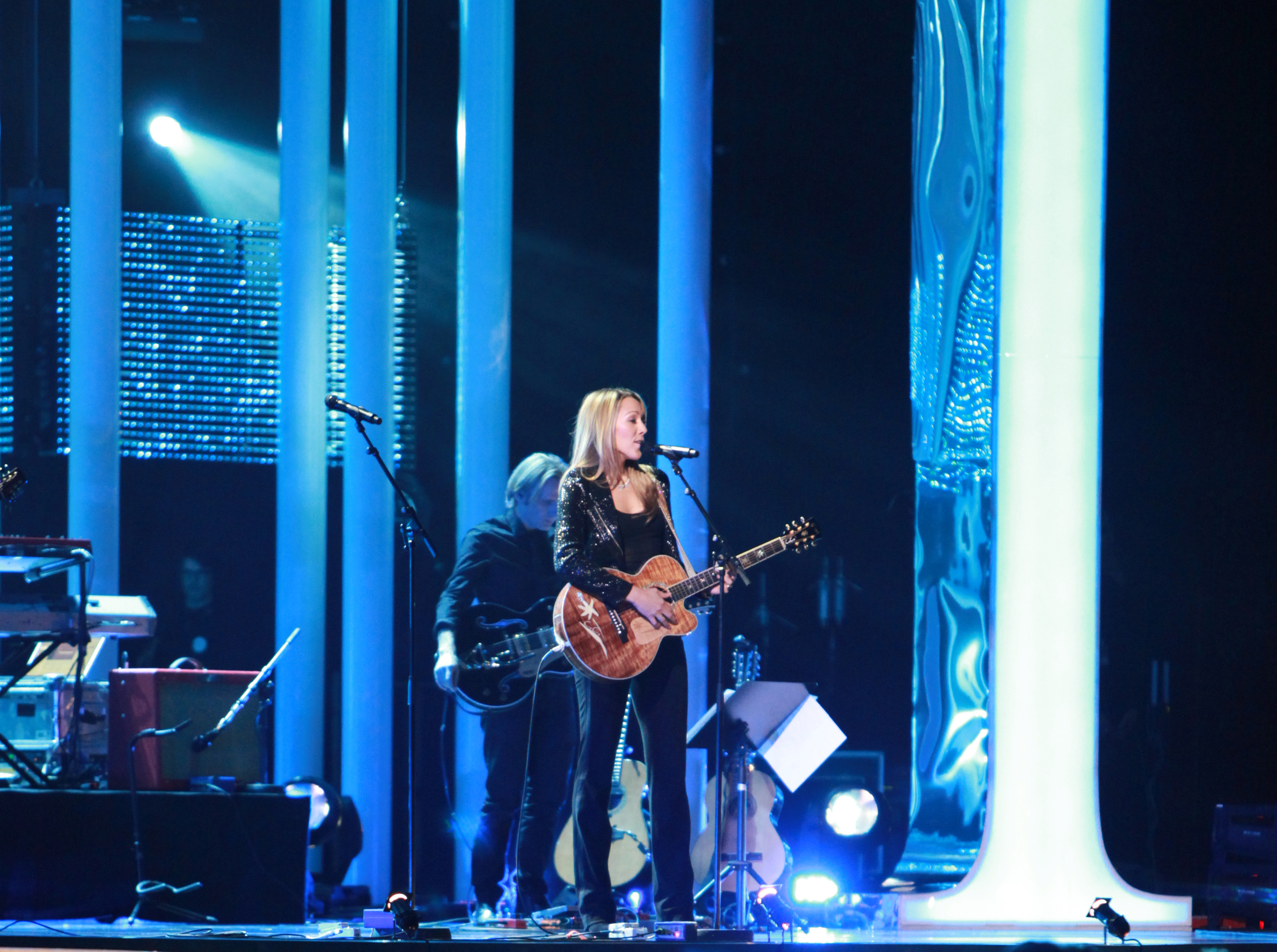
Caillat trình diễn tại Đêm nhạc Giải Nobel Hòa bình 2010

- The Malibu Sessions Tour (2016–17)
- Girls Night Out, Boys Can Come Too (với Christina Perri) (2015)[50]
- Summer Tour (John Mayer) (2008)
- Summer Tour (Gavin DeGraw) (2012)

## Danh sách phim
| Năm  | Tựa đề              | Vai         | Ghi chú                                                         |
| ---- | ------------------- | ----------- | --------------------------------------------------------------- |
| 2008 | Três Irmãs          | Chính cô    |                                                                 |
| 2009 | Saturday Night Live | Chính cô    | "Steve Martin/Jason Mraz" (Phần 34, tập 14)                     |
| 2011 | The Playboy Club    | Lesley Gore | "An Act of Simple Duplicity" (Phần 1, Tập 3)                    |
| 2011 | So Random!          | Chính cô    | "Colbie Caillat" (Phần 1, tập 9)                                |
| 2011 | Majors & Minors     | Chính cô    | "One World - Part 1" (Phần 1, tập 1) "Fly Away" (Phần 1, tập 5) |
| 2020 | Becoming            | Herself     | Episode: "Colbie Caillat"                                       |

## Danh sách giải thưởng

### Giải Grammy
Giải Grammy là giải thưởng thường niên do Viện Hàn lâm nghệ thuật và Khoa học quốc gia trao tặng. Caillat đã 2 lần giành giải thưởng trong tổng cộng 4 lần đề cử, trong đó có giải dành cho Album của năm.
| Năm  | Đề cử / Tác phẩm            | Giải thưởng                                                  | Kết quả   |
| ---- | --------------------------- | ------------------------------------------------------------ | --------- |
| 2010 | Breakthrough                | Album giọng pop xuất sắc nhất                                | Đề cử     |
| 2010 | "Lucky" cùng Jason Mraz     | Hợp tác giọng pop xuất sắc nhất                              | Đoạt giải |
| 2010 | "Breathe" cùng Taylor Swift | Hợp tác giọng pop xuất sắc nhất                              | Đề cử     |
| 2014 | "We Both Know"              | Bài hát được viết cho phương tiện truyền thông xuất sắc nhất | Đề cử     |

### Các đề cử và giải thưởng khác
| Năm   | Kết quả                | Giải thưởng                            | Hạng mục                            | Tác phẩm       |
| ----- | ---------------------- | -------------------------------------- | ----------------------------------- | -------------- |
| 2008  | Đề cử                  | Giải thưởng Âm nhạc Mỹ                 | Nghệ sĩ đột phá của T-Mobile        |                |
| 2008  | Đề cử                  | Giải Sự lựa chọn của Giới trẻ          | Nghệ sĩ đột phá được yêu thích nhất | General        |
| 2008  | Đề cử                  | Giải Sự lựa chọn của Giới trẻ          | Bản tình ca được yêu thích nhất     | "Bubbly"       |
| 2009  | Đoạt giải              | BMI Pop Awards                         | Nhạc sĩ của năm                     | Colbie Caillat |
| 2009  | Đoạt giải              | BMI Pop Awards                         | Bài hát của năm                     | "Bubbly"       |
| 2009  | Đề cử                  | Giải Sự lựa chọn của Giới trẻ          | Bài hát bắt tai được yêu thích nhất | "Lucky"        |
| 2010  |                        |                                        |                                     |                |
| Đề cử | People's Choice Awards | Sự kết hợp âm nhạc được yêu thích nhất | "Lucky"                             |                |